# Piers Morgan
Piers Stefan Pughe-Morgan, mest känd som Piers Morgan, ursprungligen Piers Stefan O'Meara, född 30 mars 1965 i Reigate, Surrey, är en brittisk journalist, redaktör, författare och TV-programledare etc med irländskt påbrå. Han har varit redaktör för brittiska tidningar som News of the World (1994–1995) och Daily Mirror (1995–2004). Han har medverkat i ett antal brittiska TV-program men har blivit mest känd som domare i det brittiska talangjaktsprogrammet Britain's Got Talent (tillsammans med Simon Cowell och Amanda Holden) mellan 2007 och 2010. Han har också varit domare i det motsvarande amerikanska programmet America's Got Talent från 2006 till 2011.
Morgan började den 17 januari 2011 som programledare för TV-programmet Piers Morgan Tonight i amerikanska CNN. Han efterträdde därmed Larry King som TV-profil hos CNN. Programserien Piers Morgan Live avslutades av CNN i februari 2014 efter fallande publiksiffror och det sista programmet sändes 28 mars 2014.
 Han var en av värdarna i ITVprogrammet Good Morning Britain från 2015 till 2021. Sedan 2022 är han värd för programmet Piers Morgan Uncensored.
Morgan har skrivit ett antal böcker, inklusive tre självbiografier.